# Epidendrum ilense
Epidendrum ilense är en orkidéart som beskrevs av Dodson. Epidendrum ilense ingår i släktet Epidendrum och familjen orkidéer.
Artens utbredningsområde är Ecuador. Inga underarter finns listade i Catalogue of Life.

## Bildgalleri

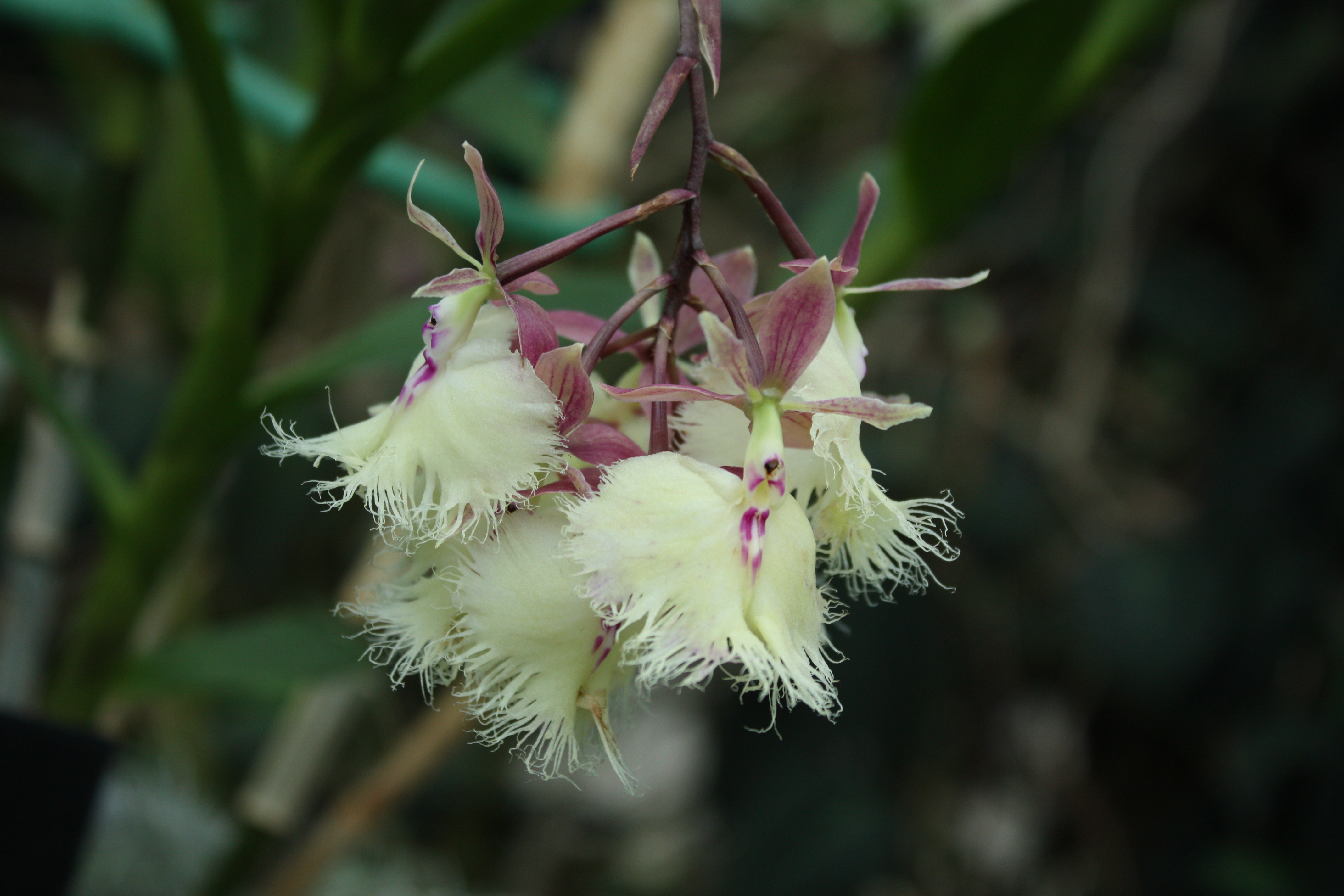